# Віола (музичний інструмент)
Віола (італ. viola, фр. viole) — загальна назва, що застосовується до сімейства струнних смичкових музичних інструментів, яке існувало в музичній практиці Західної Європи XVI—XVIII століть, але до початку XIX століття майже витіснене з академічної музики.
На початку XX століття на ґрунті інтересу до старовинної музики відроджується професійна виконавська школа, а в останні десятиліття віоли привертають увагу професійних композиторів, що дає підставу розглядати їх як сучасні інструменти.

## Історія

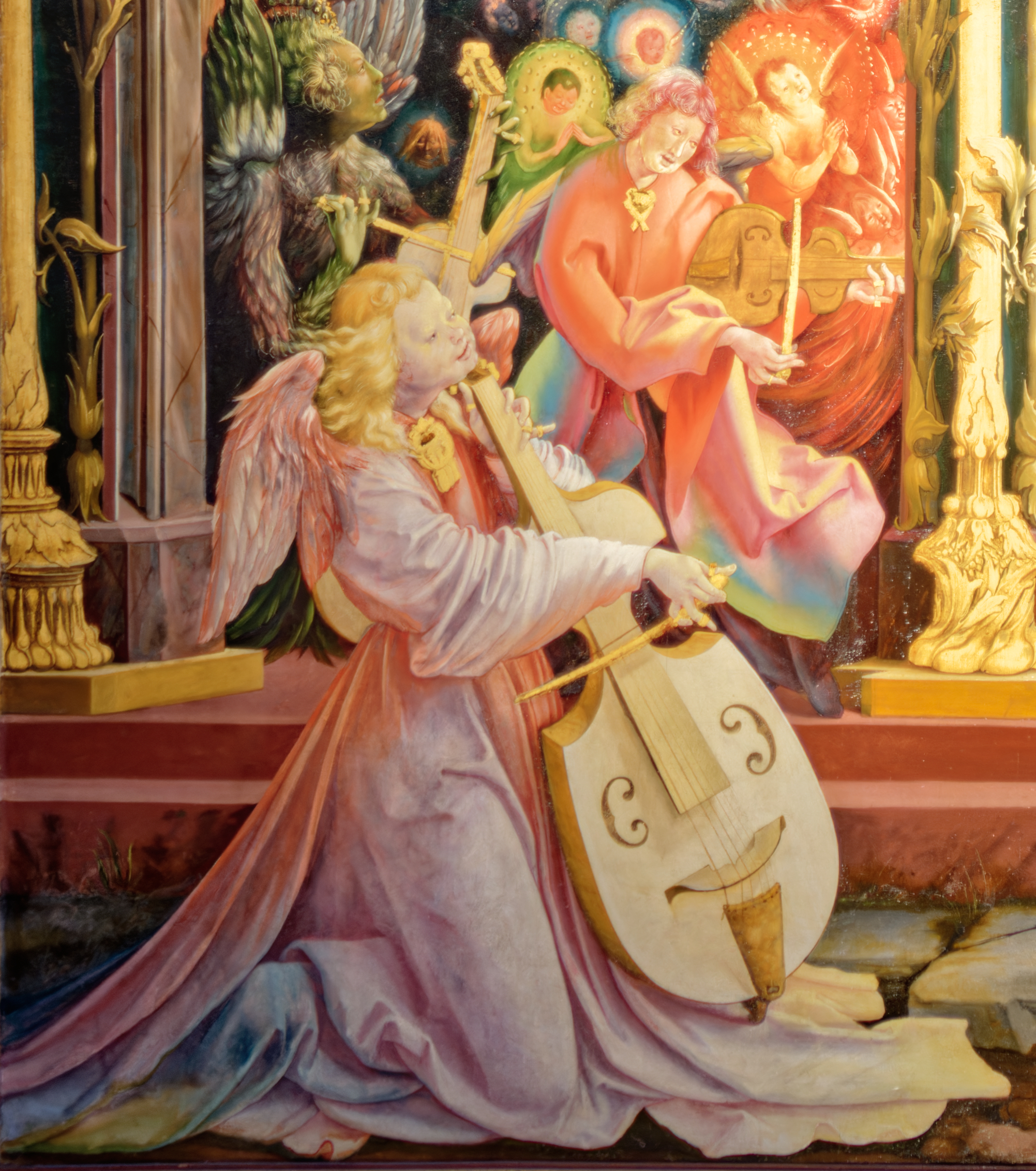
Янгол грає на віолі. Частина Ізенгеймського вівтаря. Маттіас Грюневальд.

За донедавна найпоширенішою версією, появі віоли сприяли гравці на віуелі, що почали грати смичком на своїх інструментах з плоским верхом в другій половині 15 століття. Протягом двох-трьох десятиліть це призвело до еволюції в абсолютно новий смичковий інструмент, який зберіг багато рис оригінальної щипкової віуели: плоска спинка, гострі вирізи на талії, лади, тонкі ребра (спочатку) та ідентичний стрій — звідси його оригінальна назва, vihuela de arco (ісп. arco — смичок); вплив на спосіб тримати інструмент був приписаний прикладу мавританських гравців на ребабі.
Стефано Піо стверджує, що нещодавно зібрані дані, можуть вказувати на походження, відмінне від vihuela de arco з Арагону. За словами Піо, віола (viola da gamba) бере свій початок і розвивається незалежно у Венеції Піо стверджує, що неправдоподібно, щоб vihuela de arco (яка, можливо, прибула до Риму та Неаполя після 1483—1487 рр., оскільки Йоганнес Тінкторіс не згадує про неї до цього часу) зазнала такої швидкої еволюції серед італійських майстрів, а не венеційських. Ймовірно, інструмент походить від середньовічної віолети чи віели, до якої додали п'яту, а згодом і шосту струну, що спричинило збільшення розмірів таких інструментів.
Ієн Вудфілд у своїй книзі The Early History of the Viol вказує на докази того, що віола справді походить від віуели, щоправда італійські майстри негайно почали застосовувати свої власні високорозвинені традиції з виготовлення музичних інструментів до ранньої версії інструменту, коли та був завезена в Італію.
Серед величезної різноманітності смичкових інструментів різних форм і розмірів до початку XVI століття в Італії домінуюче становище зайняла «велика іспанська віола», завезена Родріго Борджіа, обраним 1492 папою під ім'ям Олександра VI.
Віоли були широко поширені в Західній Європі в епоху Ренесансу як ансамблеві та сольні інструменти. Стандартизація інструменту відбувалася одночасно зі скрипками у майтрів, таких як Андреа Аматі, Гаспаро і Сало.
Виконавча школа віол у цей час розвивалася швидше скрипкової, і ранні зразки віртуозної віольної музики перевершують сучасні скрипкові за технічними складнощами.
В епоху бароко ці інструменти використовувалися переважно в аристократичному середовищі. До другої половини 18 століття їхня популярність поступово згасає. Останнім видатним віолістом був сучасник і колега Гайдна Карл Фрідріх Абель. Після його смерті віоли на понад сотню років зникли з професійної сцени, продовжуючи використовуватись серед любителів старовинної музики.

## Будова

### Розміри, зовнішний вигляд

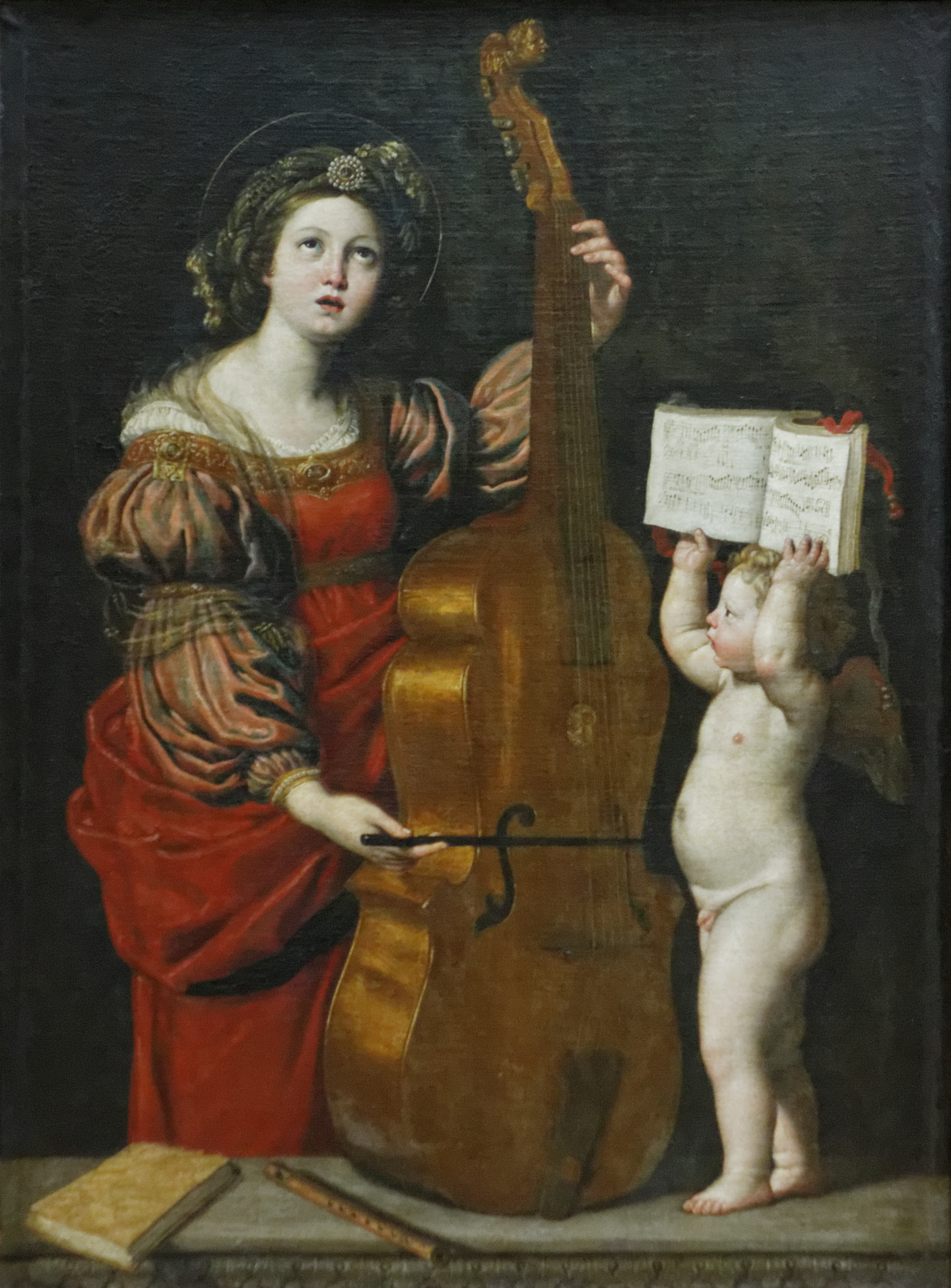
«Свята Цецилія з янголом» (1617—1618), Лувр

Віоли в основному були чотирьох видів: дискантові, альтові, тенорові та басові. У XVI—XVIII ст. як сольний, ансамблевий і оркестровий інструмент особливо широкого поширення набула тенорова віола — віола да гамба.
Віоли найчастіше мають шість струн, хоча багато інструментів 16-го століття мали лише чотири або п'ять струн, а в 17-му столітті у Франції деякі басові віоли мали сьому нижню струну.

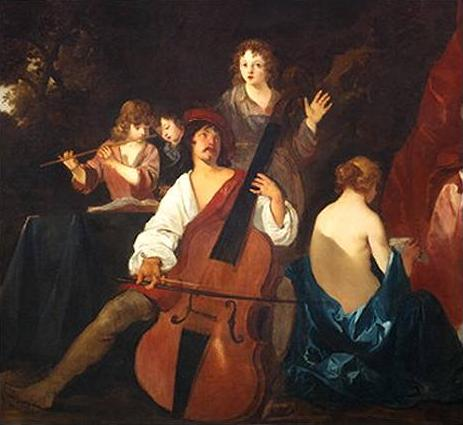
Віолоне на картині Пітера Лелі, бл. 1640. Зверніть увагу на форму, квадратні плечі, ефи та великі розміри інструмента.

На віолах використовувались кишкові струни створюють звук, який значно відрізняється від сталевих. Звук таких струн зазвичай називають м'якшим та солодшим. Приблизно в 1660 році вперше стали доступними струни з кишкової або шовкової серцевини, обплетені мідним дротом; потім їх використовували для найнижчих басових струн на альтах і багатьох інших струнних інструментах. У 1664 році був представлений новий стиль обплетення струн, похилий.
Віоли мають нав'язані лади, як ранні гітари чи лютні. Низька сьома струна нібито була додана у Франції до басової віоли паном де Сент-Коломбом (бл. 1640—1690), серед учнів якого був французький віртуоз гамби та композитор Марен Маре. Як виглядав такий інструмент можна побачити на картині «Свята Цецилія з янголом» Доменікіно.
На відміну від членів сімейства скрипок, більшість з яких налаштовані по квінтам, віоли зазвичай налаштовані на кварти з великою терцією посередині, що віддзеркалює настройку, яка застосовувалася на віуела де мано та лютні протягом 16-го століття.
Спершу віоли були сконструйовані так само, як vihuela de mano, з плоскими деками, хоч пізніші інструменти магли мати аркоподібні як у скрипічних деки. Інструменти зазвичай були досить неглибокими. Глибина їх збільшувалась протягом 16-го століття, ставши класичною у зразках 17-го століття.
Зазвичай вважається, що отвори на верхній деці віол у вигляді букви С є тою відмінністю, що відрізняє її від сімейства скрипок, що мають F-подібні отвори.
Це узагальнення, однак, створює неповну картину. Найдавніші віоли мали великі круглі отвори на верхній деці. Також віоли іноді мали до чотирьох маленьких С-подібних отворів — по одному в кожному куті деки, — але частіше мали два. Два С-подібні отвори могли розташовуватись у верхніх частинах деки, по центру або знизу. У роки становлення С-отвори найчастіше розташовувались один навпроти одного від середини або до середини деки.
Однак, вже в першій чверті 16-го століття, деякі віоли прийняли S-подібні отвори, знову звернені всередину. До середини 16-го століття S-отвори перетворилися на класичні F-подібні отвори, які потім використовувалися як на альтах, так і на скрипках.

### Смичок
Відмінності конструкції смичка різних інструментів і традицій залежать від способу натягу волосся, що в свою чергу визначає і позицію при грі. Існують три способи натягу:
- Натяг вручну — волосся вільно кріпиться до тростини і натягується пальцями безпосередньо при грі. Такі смички застосовуються у традиційних інструментах Азії.
- Натяг тростиною — волосся прикріплене до вигнутої під напругою тростини на зразок тятиви лука. Тому в більшості європейських мов смичок так і називається — лук (італ. arco, англ. bow, фр. archet, нім. Bogen).
- Комбіноване натяг — волосся натягується і тростиною, і пальцями при грі. Такий спосіб застосовується у більшості інструментів віольного сімейства, за винятком віоли д'аморе та контрабаса.

## Різновиди

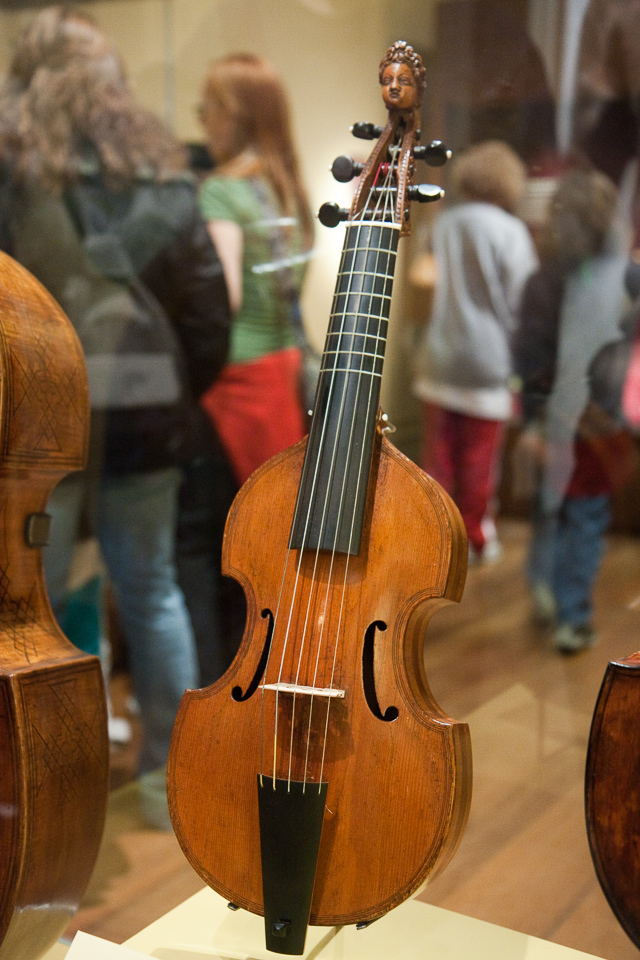
Віола піколо, або пардесью де вйоль, 1762 Національний музей американської історії.

У різних країнах, залежно від місцевих майстрів, віоли мали безліч регіональних різновидів. Найвідоміші з них:
- маленька французька ручна пардесью де вйоль (фр. Pardessus de viole), за конструкцією це віола да гамба розміром зі скрипку;
- англійський віолет;
- розміром з сучасний альт італо-французька віола д'аморе;
- ручна віола, або віола да браччо;
- англійська тенорова бастарда, що трохи перевищує віолу да гамба за розмірами[4];
- бардоне, італійська шестиструнна (рідше, семиструнна) баритонова віола з десятком додаткових металевих резонаторних струн;
- італо-португальська віола да мано.
- віола да гамба, яку, власне, неформально називають просто — віола;
- німецька п'ятиструнна помпоза, п'ятиструнний інструмент, що ставився на підлогу, розміром трохи більше альта, цей інструмент неодноразово застосовував у своїх творах І. С. Бах, який називав його віолончеллю «пікколо»;
- віолоне, назва, що може мати стосунок до кількох різних великих смичкових музичних інструментів, які належать або до сімейства віол, або до сімейства скрипок. Деякі екземпляри розміром з контрабас. Віолоне іноді є ладовим інструментом і може мати шість, п'ять, чотири або навіть лише три струни[5].